# Дэльвин, Александра Владимировна
Александра Владимировна Дэльвин (1915—2009) — актриса Академического драматического театра имени В. Ф. Комиссаржевской, заслуженная артистка России (1994).

## Биография
Родилась 23 декабря 1915 года в Петрограде.
Свою творческую деятельность она начинала в 1931 году с «Художественного движения» и учёбы в театре-школе имени Горького. С 1931 по 1939 годы Александра Дэльвин работала в Ленинградском областном ТЮЗе в амплуа травести. Затем с 1939 по 1948 годы служила в Театре Краснознамённого Балтийского флота.
В эти годы она вышла замуж за артиста Ивана Дмитриева, пережила войну, блокаду Ленинграда, рождение и смерть первой дочери, рождение второй, — и продолжала работать в театре.
В 1948 году Александра Дэльвин поступила в труппу Ленинградского драматического театра (ныне Театра им. В. Ф. Комиссаржевской). За время работы в театре она сыграла около ста ролей. Александра Дэльвин играла в спектаклях «Светите, звёзды!», «Если бы небо было зеркалом», «Забыть Герострата», «Антиквариат», «Чичиков» и других.
Её партнерами по сцене были Сергей Поначевный, Станислав Ландграф, Иван Краско, Алиса Фрейндлих.
За роль Инки в спектакле «Памятные встречи» Дэльвин получила Щукинскую премию.
9 марта 2009 года после тяжёлой болезни Александра Дэльвин скончалась.
Похоронена в Санкт-Петербурге на Литераторских мостках Волковского кладбища.